# Зета (княжество)
Вижте пояснителната страница за други значения на Зета.
Зета (на сръбски: Зета) е държава на Балканите, съществувала през XIV-XV век.
Тя възниква през 1356 година, когато родът Балшичи откъсва владенията си, приблизително съвпадащи с по-старото княжество Дукля в ядрото на днешна Черна гора, от разпадащото се Сръбско царство. След управление на сръбските деспоти Стефан Лазаревич (1421 – 1427) и Георги Бранкович (1427 – 1435) Зета отново е самостоятелна под управлението на рода Църноевичи до 1498 година, когато е завладяна от Османската империя и става основа на Черногорския санджак.

## Владетели
Балшичи
- 1356 – 1362 Балша I
- 1362 – 1378 Георги I Балшич
- 1378 – 1385 Балша II Балшич
- 1385 – 1403 Георги II Страцимирович Балшич
- 1403 – 1421 Балша III Балшич

Лазаревичи
- 1421 – 1427 Стефан Лазаревич

Бранковичи
- 1427 – 1435 Георги III Бранкович

Църноевичи
- 1435 – 1465 Стефан I Църноевич
- 1465 – 1490 Иван Църноевич
- 1490 – 1496 Георги IV Църноевич
- 1496 – 1498 Стефан II Църноевич
- 1513 – 1530 княжеството е присъединено към Черногорския санджак и се управлява от Станко Църноевич